# Duncan Free
Duncan Seth Free OAM (* 25. Mai 1973 in Hobart, Tasmanien) ist ein australischer Ruderer, der 2008 olympisches Gold im Zweier ohne Steuermann gewann.
Duncan Free ist auf Tasmanien geboren, lebt aber in Sydney. Free gehörte lange Jahre zum Stamm des australischen Doppelvierers. Bei den Olympischen Spielen 1996 gewann er mit dem Doppelvierer Bronze. 1997 erhielt er bei den Ruder-Weltmeisterschaften Bronze im Doppelzweier. 1999 gewann er erneut Weltmeisterschaftsbronze, diesmal wieder im Doppelvierer. Nach einem vierten Platz im Doppelvierer bei den Olympischen Spielen 2000 daheim in Sydney gelang kein Medaillengewinn mehr. Bei den Olympischen Spielen 2004 verpasste Free mit dem australischen Doppelvierer den Einzug ins Finale.
Danach wechselte Duncan Free zum Riemenrudern und stieg zu Drew Ginn in den Zweier ohne Steuermann. 2006 auf dem Dorney Lake bei Eton und 2007 auf der Regattastrecke Oberschleißheim bei München gewannen sie zweimal in Folge den Weltmeistertitel. In Peking gewann Duncan Free bei den Olympischen Sommerspielen 2008 seine erste olympische Goldmedaille, für Drew Ginn war es bereits die dritte.
Im Laufe seiner Karriere wurde Free insgesamt sieben Mal Australischer Meister im Einer.
Für seine Verdienste um den Sport als Goldmedaillengewinner bei den Olympischen Spielen 2008 in Peking wurde er 2009 mit der Medaille des Order of Australia ausgezeichnet.

## Internationale Erfolge
- 1991: 2. Platz Junioren-Weltmeisterschaften im Einer
- 1994: 4. Platz Weltmeisterschaften im Doppelvierer
- 1995: 8. Platz Weltmeisterschaften im Doppelvierer
- 1996: 3. Platz Olympische Spiele im Doppelvierer
- 1997: 3. Platz Weltmeisterschaften im Doppelzweier
- 1998: 10. Platz Weltmeisterschaften im Doppelzweier
- 1999: 3. Platz Weltmeisterschaften im Doppelvierer
- 2000: 4. Platz Olympische Spiele im Doppelvierer
- 2001: 4. Platz Weltmeisterschaften im Einer
- 2003: 5. Platz Weltmeisterschaften im Einer
- 2004: 7. Platz Olympische Spiele im Doppelvierer
- 2006: 1. Platz Weltmeisterschaften im Zweier ohne Steuermann
- 2007: 1. Platz Weltmeisterschaften im Zweier ohne Steuermann
- 2008: 1. Platz Olympische Spiele im Zweier ohne Steuermann